# Igreja Episcopal Escocesa
A Igreja Episcopal Escocesa (em gaélico escocês:  Eaglais Easbaigeach na h-Alba; em scots: Scots Episcopal(ian) Kirk) é uma Igreja Cristã na Escócia, a terceira maior Igreja da Escócia, com 303 congregações. Desde o século XVII, tem uma identidade distinta da Igreja da Escócia, que é presbiteriana.
A Igreja Episcopal Escocesa é membro da Comunidade Anglicana e continuação da Igreja da Escócia, conforme pretendido por Jaime VI, e como foi desde a Restauração de Carlos II até o restabelecimento do presbiterianismo na Escócia após a Revolução Gloriosa, reconhece a posição do Arcebispo da Cantuária como presidente dos Instrumentos Anglicanos de Comunhão, mas sem jurisdição na Escócia per se. Além disso, enquanto o monarca britânico detém o título de Governador Supremo da Igreja da Inglaterra, na Escócia o monarca mantém vínculos privados tanto com a Igreja Presbiteriana da Escócia quanto com a Igreja Episcopal Escocesa.
A Igreja é liderada por um Primus, que é eleito entre os sete bispos da Igreja Episcopal Escocesa entre seus números para servir como um 'primus inter pares' ou 'primeiro entre iguais' como o bispo sênior. O atual primus da Igreja Episcopal Escocesa é Mark Strange, eleito em 2017.

## Estrutura

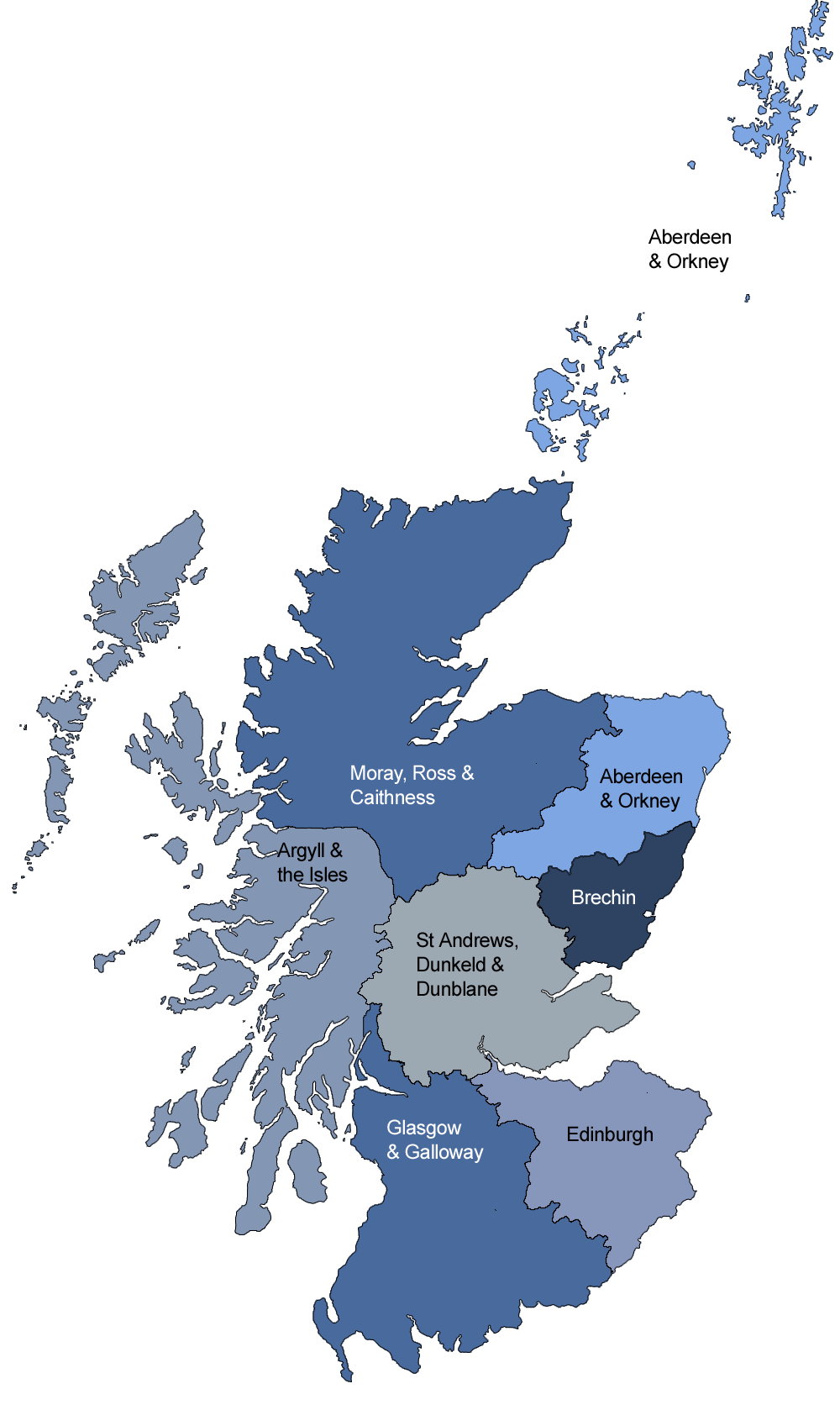
Mapa das dioceses da Igreja Episcopal Escocesa

Como uma denominação episcopal, a Igreja é governada por bispos, diferenciando-a da Igreja nacional da Escócia, que é presbiteriana e governada por anciãos. No entanto, diferentemente da Igreja da Inglaterra, os bispos da Igreja Episcopal Escocesa são eleitos em um procedimento que envolve clérigos e leigos da diocese vaga votando em um sínodo eleitoral.
A Igreja é composta por sete dioceses, cada uma com seu próprio bispo:
- Diocese de Aberdeen e Orkney;
- Diocese de Argyll e das Ilhas;
- Diocese de Brechin;
- Diocese de Edimburgo;
- Diocese de Glasgow e Galloway;
- Diocese de Moray, Ross e Caithness;
- Diocese de Santo André, Dunkeld e Dunblane.

Todas as sés, exceto Edimburgo (fundada por Carlos I), derivam de sés da Igreja Católica na Escócia. Os bispos da Igreja Episcopal são sucessores diretos dos prelados consagrados às sés escocesas na Restauração. Os bispos são chamados de Reverendíssimos.
O Colégio dos Bispos constitui o sínodo episcopal, o supremo tribunal de recurso.
Este sínodo elege entre seus próprios membros um bispo presidente que tem o título de Primus (o título se origina da frase latina Primus inter pares  – 'Primeiro entre iguais').

## Membros notáveis
- James Clerk Maxwell